# Lantheuil
Lantheuil is een plaats en voormalige gemeente in het Franse departement Calvados (regio Normandië) en telt 592 inwoners (1999).

## Geschiedenis
Lantheuil maakte deel uit van het kanton Creully totdat dit op 22 maart 2015 werd opgeheven en de gemeenten werd opgenomen in het op diezelfde dag opgerichte kanton Bretteville-l'Orgueilleuse.
Lantheuil fuseerde op 1 januari 2017 met de gemeenten Amblie en Tierceville tot de 
commune nouvelle Ponts sur Seulles, waarvan Lanthuil de hoofdplaats werd. Hierbij werd de plaats overgeheveld van het arrondissement Caen naar het arrondissement Bayeux.

## Geografie
De oppervlakte van Lantheuil bedraagt 4,4 km², de bevolkingsdichtheid is 134,5 inwoners per km².
De onderstaande kaart toont de ligging van Lantheuil met de belangrijkste infrastructuur en aangrenzende gemeenten.

## Demografie
Onderstaande figuur toont het verloop van het inwonertal (bron: INSEE-tellingen).
Vanwege een beveiligingsprobleem met de MediaWiki Graph-software is het momenteel niet mogelijk deze grafiek weer te geven. Zodra de software is bijgewerkt zal de grafiek vanzelf weer zichtbaar worden.